# Факсиміле
Факси́міле (від лат. fac simile — «зроби подібне») — друк твору, що графічно точно відтворює раніше випущене оригінальне видання або рукопис, підпис, малюнок, креслення, гравюру, монограму, включаючи усі особливості паперу й обкладинки. Вперше з'явилось таке видання 1808 р. у Мюнхені, де літографським способом було виготовлено факсимільну копію єдиного примірника німецької книги «Попередження християнам проти турків».
Як факсиміле в Україні було видано Малу книжку та Більшу книжку Тараса Шевченка.

Мала книжка Тараса Шевченка (фототипічне видання 1963 року): приклад сторінки з виправленнями

Часом факсимільні видання помилково ототожнюють з репринтними, які відтворюють сучасні видання, не зберігаючи при цьому всі особливості оригіналу.